# Mala Berezivka, Oleksandria
Mala Berezivka (în ucraineană Мала Березівка) este un sat în comuna Andriivka din raionul Oleksandria, regiunea Kirovohrad, Ucraina.

## Demografie
Componența lingvistică a localității Mala Berezivka
     Ucraineană (94,12%)
     Rusă (5,88%)
Conform recensământului din 2001, majoritatea populației localității Mala Berezivka era vorbitoare de ucraineană (94,12%), existând în minoritate și vorbitori de rusă (5,88%).